# Сторгозия
Сторгозия (болг. Сторгозия) — древнеримская дорожная станция в окрестностях современного города Плевен, в северо-центральной Болгарии. Её руины находятся на территории нынешнего парка Кайлык. 
Станция появилась, вероятно, на месте бывшего фракийского поселения. В ней находились части гарнизона I Италийского легиона, размещённого в Новах. Возможности для торговли привлекали в Сторгозию и местное население. Станция постепенно укреплялась, став крепостью в конце Античности, из-за готских и других варварских набегов после 238 года. В то же время эти набеги вынуждали местное население переселяться в естественные природные укрытия к югу от Сторгозии, на территории нынешнего парка Кайлак. В начале IV века 31 000 квадратных метров территории Сторгозии были защищены оборонительной стеной шириной 2,20 метра. В ходе археологических раскопок были обнаружены двое ворот и три оборонительные башни, а также жилые здания, большая базилика IV века (45,20 на 22,20 метра в плане) и общественное зернохранилище.
Крепость просуществовала до конца VI века, о чём свидетельствует найденная на месте раскопок керамика, монеты и оружие, когда поселение славян, по-видимому, привело к её заброшенному виду. Во время владычества Османской империи Сторгозия была практически разрушена (вероятно, в XVI веке), так как её камни можно было использовать для строительства стены вокруг турецких казарм в Плевене.

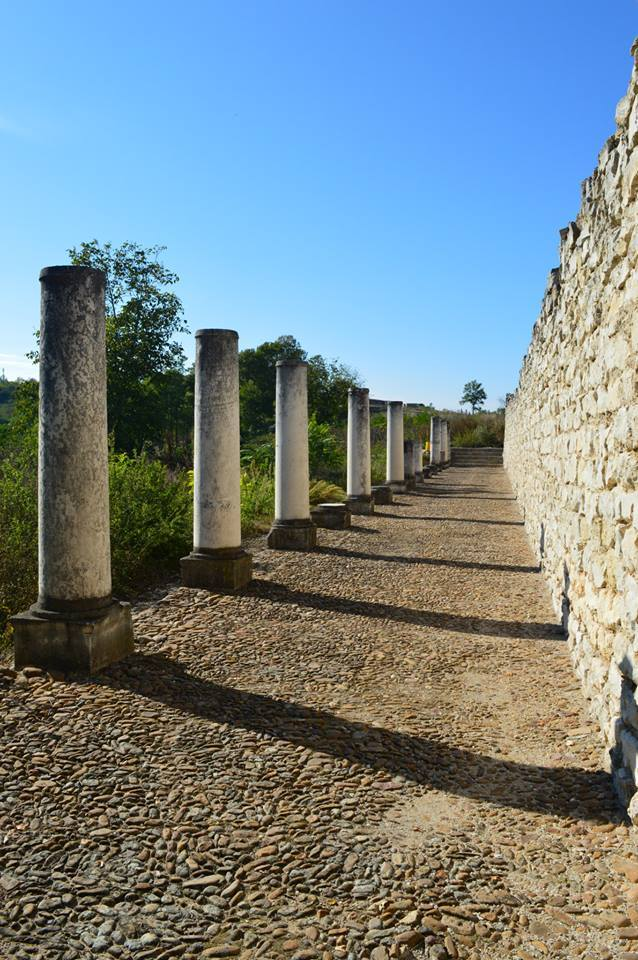
Сторгозия 1

В 1985 году была произведена реставрация археологического памятника, заключавшаяся лишь в удалении с объекта деревьев, кустарников, травы и сорняков. В итоге, состояние Сторгозии вскоре ухудшилось, и в 2005 году она была реконструирована при поддержке средств ЕС (38 600 евро) в рамках программы по подготовке к вступлению Болгарии в ЕС.  